# Västerbottens tredje kontrakt
Västerbottens tredje kontrakt var ett kontrakt inom Svenska kyrkan i Härnösands stift och Luleå stift. Det upphörde 31 december 1905.

## Administrativ historik
Ett första Västerbottens norra kontrakt som fanns till omkring 1800 och omfattade ungefär Norrbottens län. När detta kontrakt upphörde bildades flera kontrakt, där detta kontrakt från 1828 omfattade
- Nederluleå församling
- Luleå stadsförsamling
- Överluleå församling bildad 1831
- Edefors församling bildad 1890
- Råneå församling
- Nederkalix församling
- Överkalix församling
- Jokkmokks församling
- Kvikkjokks församling
- Gällivare församling

1904 överfördes kontraktet från Härnösands stift till det då bildade Luleå stift
Vid upplösningen 1906 övergick församlingarna till Lappmarkens tredje kontrakt (Jokkmokks, Kvikkjokks och Gällivare församlingar) Norrbottens norra kontrakt (Överkalix församling) och Norrbottens södra kontrakt (övriga församlingar) 

## Kontraktsprostar
- Den 14 september 1828 utnämndes Johan Peter Eurén till prost över Västerbottens tredje kontrakt.
- Den 10 september 1834 utnämndes Carl Eurenius till prost över Västerbottens tredje kontrakt.